# 博果鐸

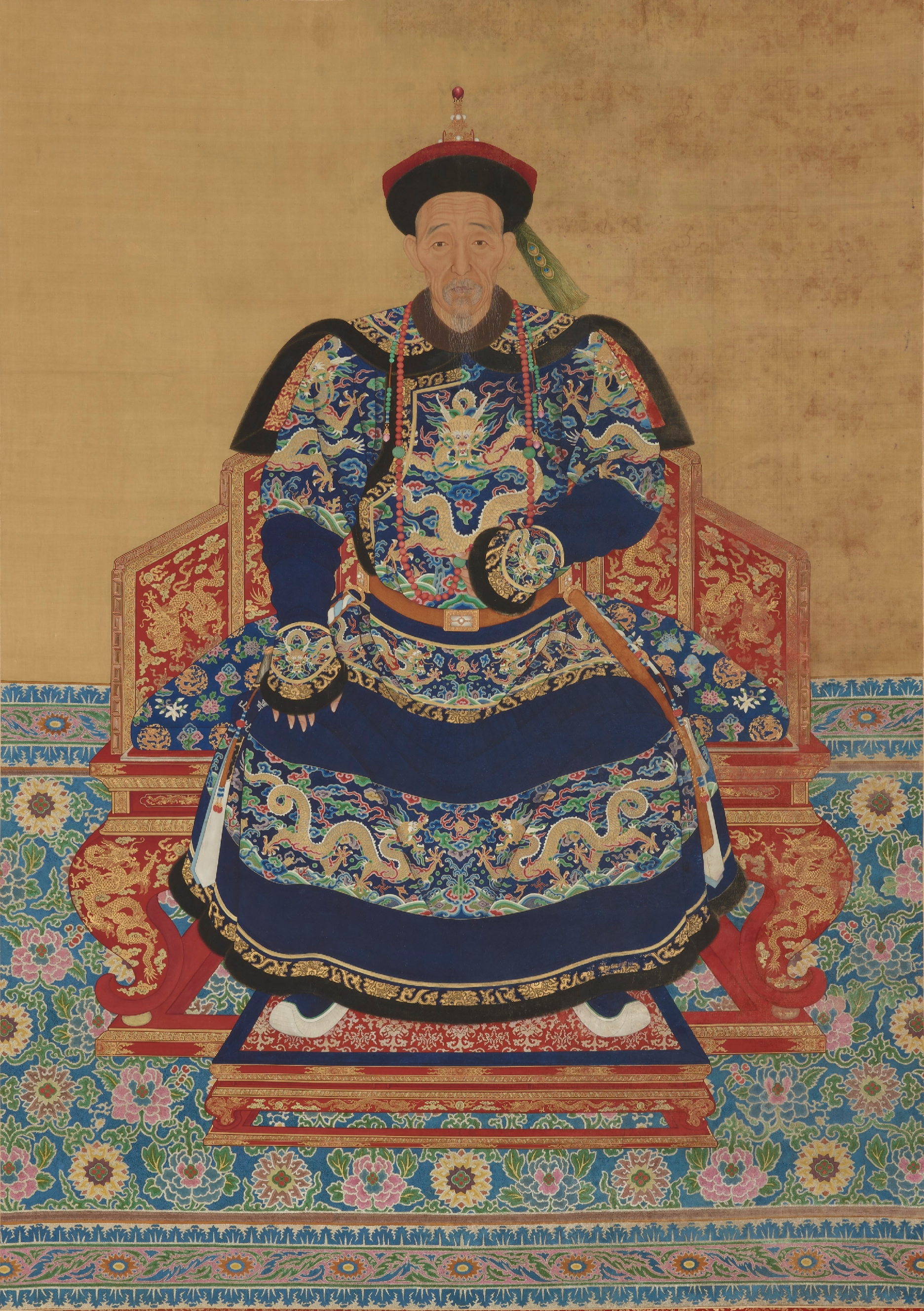
博果铎

博果鐸（1650年—1723年），滿洲愛新覺羅氏。清太宗皇太極之孫、承澤裕親王碩塞長子、康熙帝堂兄。第一代莊親王（1655年－1723年）。
順治十一年十二月（1655年），父親碩塞逝世，博果鐸承襲爵位為親王，改號為莊親王。
雍正元年（1723年），博果鐸逝世，時年七十四歲，朝廷予以諡號「靖」。博果鐸無子，宗人府題請以康熙帝兒子承襲，世宗請示於皇太后後，以康熙帝第十六子允祿為博果鐸後嗣，承襲莊親王爵位。

## 家族

### 妻妾
- 嫡福晋察哈尔博尔济吉特氏，阿布鼐之女；
- 庶福晋石氏，石贵之女；
- 庶福晋张氏，张文第之女；
- 庶福晋周氏，周达之女。

### 子女
- 承继子：和硕庄恪亲王允禄。

- 道克欣郡主：乾隆五年管理理藩院事務怡親王臣弘曉等敬題的《厄魯特扎薩克多羅郡王阿保病故請准其次子承襲本》記：已故厄魯特扎薩克多羅郡王和碩額駙阿宝之妻和碩格格呈文稱：「吾夫郡王額駙阿保乾隆四年五月二十四日病故。吾長子貝子古木布早已過世，現有二子拉布藏多爾濟六歲，三子貝子拉爾濟旺書克五歲。除此兩子外，別無他兒。所請求的是，由院轉奏，准襲王爵」。阿保之妻由康熙帝撫養宮中，同時她是阿拉善蒙古與清廷第一結親者，政治身份尤佳，故理藩院提議阿保之爵准由其二子拉布藏多爾濟襲[1]。